# Miagliano
Miagliano (Miajàn in piemontese) è un comune italiano di 543 abitanti della provincia di Biella in Piemonte.
È il comune più piccolo dell'Italia settentrionale per superficie e il secondo più piccolo d'Italia in assoluto.

## Geografia fisica
Il territorio comunale di Miagliano è disposto in destra idrografica del torrente Cervo, sulle rive del quale si tocca la minima quota altimetrica (poco meno di 520 m s.l.m.) presso l'estremità meridionale del comune. Il punto più alto supera invece di poco i 600 metri di quota. Le piccolissime dimensioni del comune sono anche dovute al fatto che esso, a differenza di altri centri del Biellese, non comprende frazioni montane nelle zone di pascolo dell'alta valle.
- Classificazione sismica: zona 4 (sismicità molto bassa)[6]

## Storia

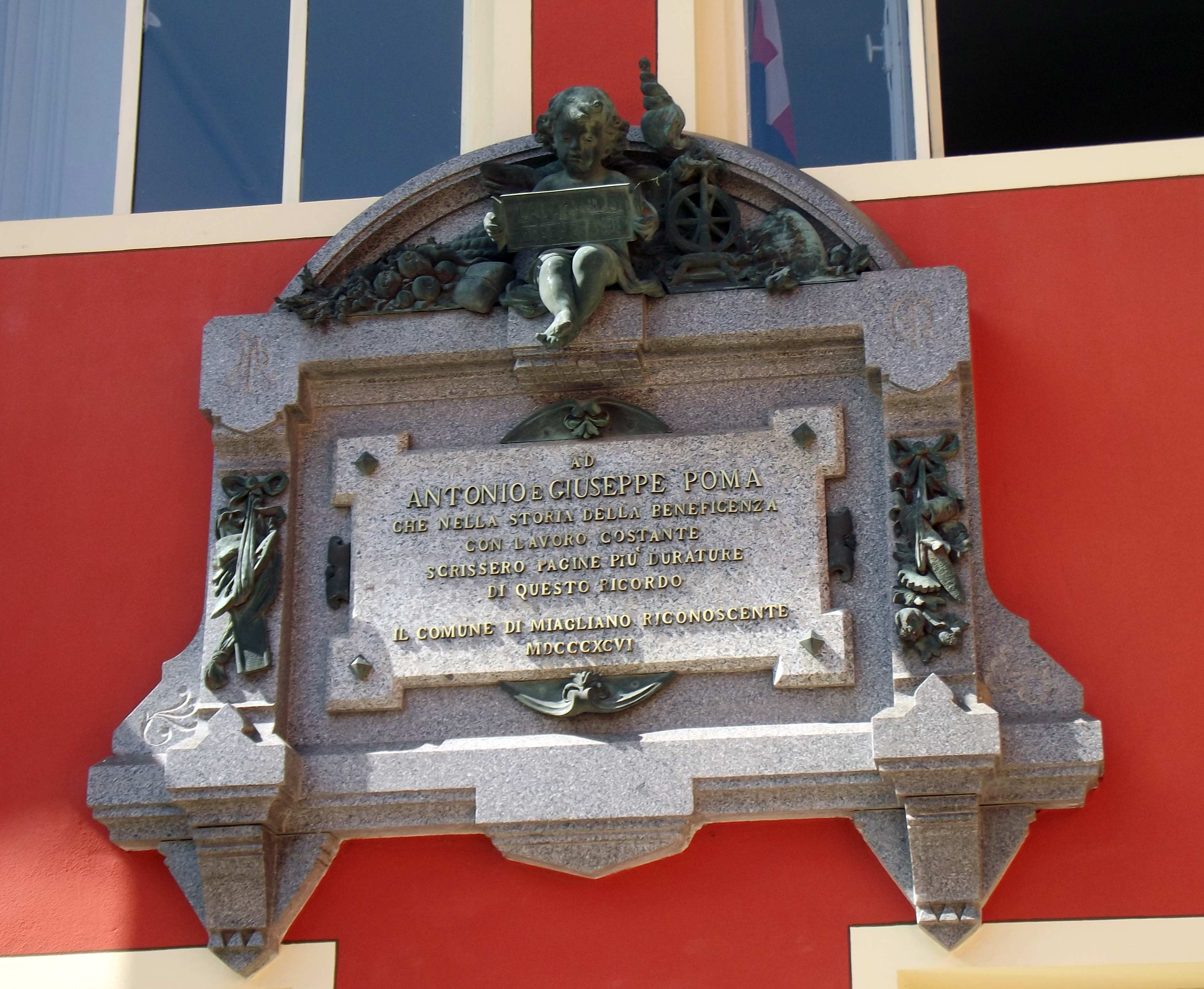
Lapide a Giuseppe Poma

Miagliano fu comune autonomo a partire dalla metà del XIII secolo. Il fatto di avere ottenuto l'autonomia amministrativa molto prima di quella religiosa (Miagliano fu parrocchia solo a partire dal 1779) rappresenta un'eccezione rispetto agli altri comuni della zona, per i quali il percorso fu inverso.
Il 17 agosto 1471 nei pressi di Miagliano fu bruciata sul rogo Giovanna de Monduro, in esecuzione della sentenza relativa al primo processo per stregoneria del Piemonte. Il processo cominciò il 13 febbraio 1470 e si svolse a Salussola; i relativi atti sono conservato presso l'archivio storico della città di Biella (Processo contro ed avverso Giovanna, moglie di Antoniotto de Monduro di Salussola, già di Miagliano per stregheria). All'imputata, sentite una serie di testimonianze dei suoi compaesani, fu estorta la confessione mediante tortura.
Molto rilevante fu per il comune l'avvio di attività industriali nel settore tessile da parte dei fratelli Poma, originari di Zumaglia. La loro attività, oltre che puramente imprenditoriale, si estese alla costruzione di un villaggio operaio e di molti servizi rivolti alla propria manodopera.
Nel 1929 il paese, assieme ai comuni di Tavigliano, Sagliano e San Giuseppe di Casto, venne inglobato nel comune di Andorno dal regio decreto numero 609 del 28 marzo 1929. Il nuovo comune di Andorno mutò invece la propria denominazione da Andorno Cacciorna ad Andorno Micca. Con la fine del periodo fascista Miagliano riottenne la propria autonomia comunale.

### Simboli
Stemma
(D.P.R. 12 .09.2005)
Gonfalone
(D.P.R. 12 .09.2005)
Bandiera
(D.P.R. del 5 aprile 2006)
Lo stemma e il gonfalone sono stati concessi con decreto del presidente della repubblica del 12 settembre 2005, la bandiera è stata concessa con D.P.R. del 5 aprile 2006.

## Monumenti e luoghi d'interesse

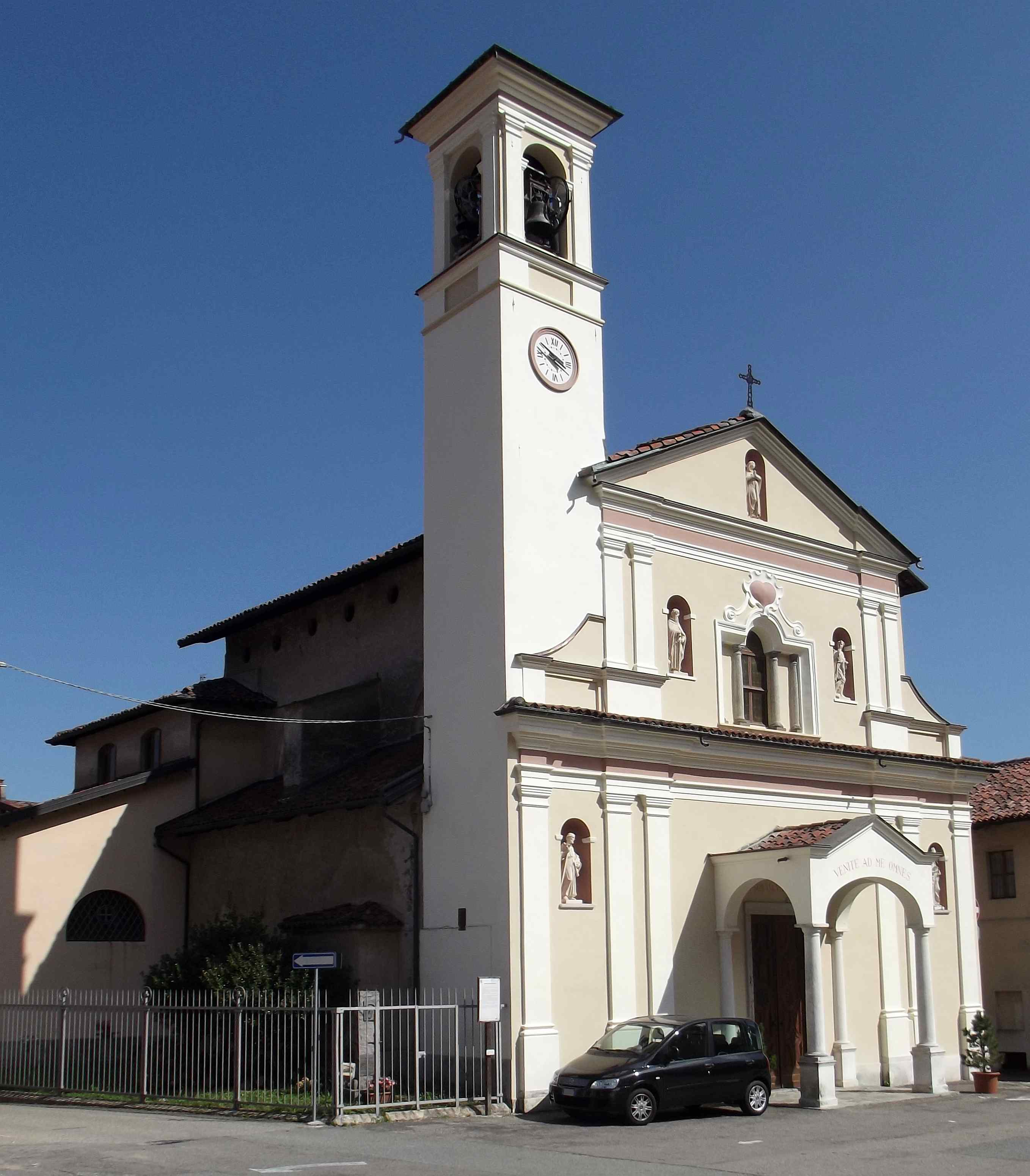
La parrocchiale

- Chiesa parrocchiale di Sant'Antonio Abate: fu costituita in parrocchia nel 1779, dopo un lungo periodo nel quale fu una dipendenza della parrocchia di Andorno. Al suo interno un pregevole organo risalente al 1785 (opera di Giovanni Bruna di Miagliano) con fregi dell'intagliatore Antonio Serpentiero (1732–1814).
- Villaggio operaio Poma: si tratta del primo villaggio operaio del Biellese, realizzato a partire dal 1865 a supporto dell'attività industriale del cotonificio dei fratelli Antonio e Giuseppe Poma. L'azienda all'inizio del XX secolo contava circa tremila dipendenti ed era tra le maggiori d'Italia. Il villaggio comprendeva un pensionato per giovani operaie nubili, case di ringhiera per famiglie operaie e costruzioni più confortevoli per impiegati e capisquadra oltre a veri servizi comuni quali una cucina economica collettiva, un asilo, un ambulatorio, la sede di una società di mutuo soccorso e diversi negozi.[8]

## Società

### Evoluzione demografica
Abitanti censiti

### Etnie e minoranze straniere
Al 31 dicembre 2010 gli stranieri residenti a Miagliano erano 32. Le nazionalità più numerose erano:
- Marocco: 18
- Romania: 8
- Albania: 6

## Amministrazione

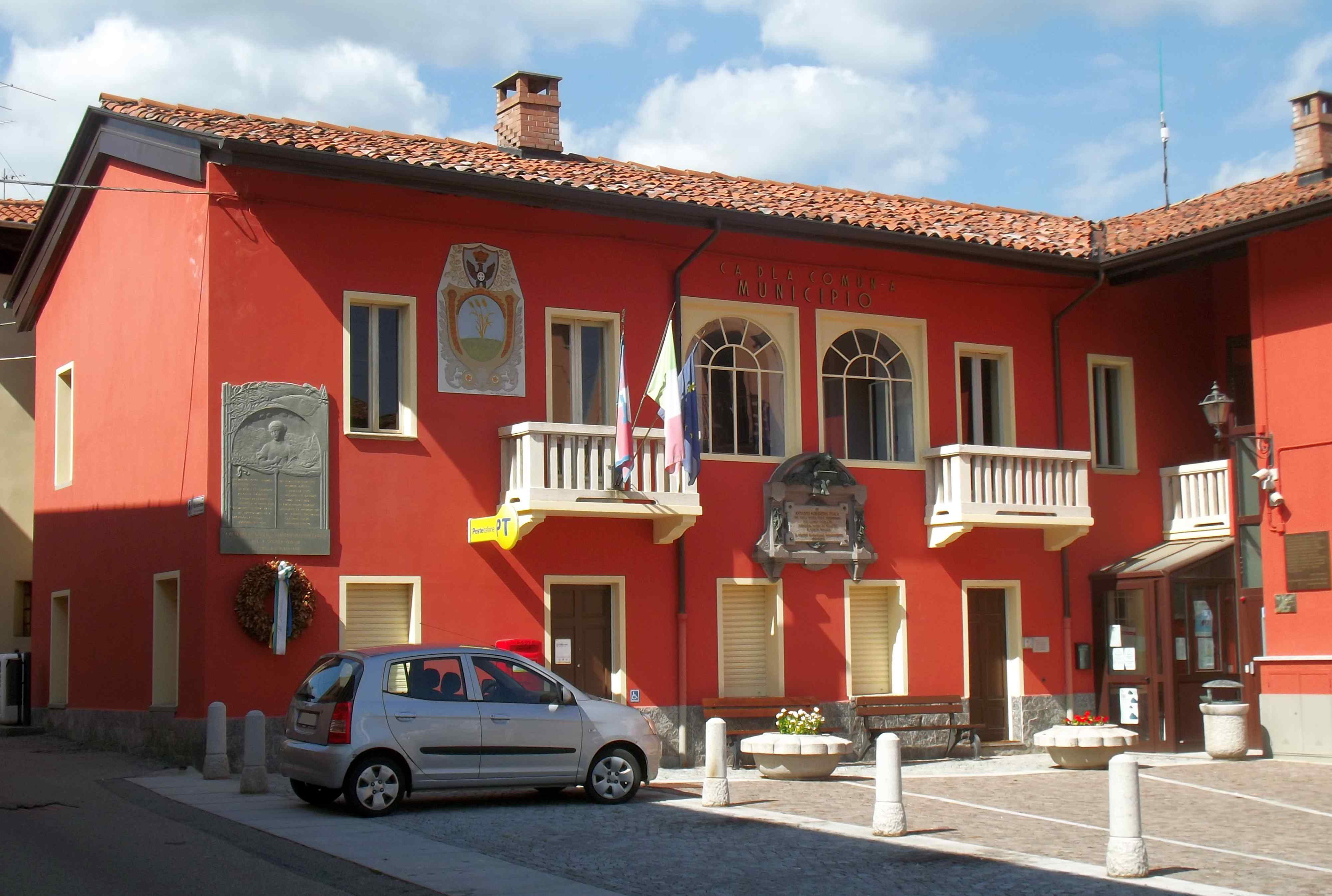
Il municipio

| Periodo | Periodo   | Primo cittadino   | Partito                     | Carica  | Note       |
| ------- | --------- | ----------------- | --------------------------- | ------- | ---------- |
| 2004    | 2009      | Elso Mognaz       | lista civica                | Sindaco |            |
| 2009    | 2014      | Elso Mognaz       | lista civica Miagliano vive | Sindaco | II mandato |
| 2014    | in carica | Alessandro Mognaz | lista civica Miagliano vive | Sindaco |            |

### Altre informazioni amministrative
Miagliano fece parte a cominciare dal 1973 della Comunità montana Bassa Valle Cervo. Tale comunità montana fu in seguito accorpata dalla Regione Piemonte con la Comunità montana Alta Valle Cervo, andando a formare la  Comunità Montana Valle Cervo, che ha sede a Andorno.

Gemellaggi
- Ozegna

## Infrastrutture e trasporti
Fra il 1891 e il 1958 a Miagliano era attiva una delle principali stazioni della ferrovia Biella-Balma, raccordata con gli adiacenti Cotonifici Poma.